# Bemanningsdirektivet
Bemanningsdirektivet, formellt Europaparlamentets och rådets direktiv 2008/104/EG av den 19 november 2008 om arbetstagare som hyrs ut av bemanningsföretag, är ett av Europeiska unionens direktiv som trädde i kraft den 19 november 2008. Syftet med direktivet är att skydda arbetstagare som hyrs ut av bemanningsföretag och fastställa en lämplig ram för anlitande av arbetskraft som hyrs ut av bemanningsföretag. Direktivets definition av arbetstagare som hyrs ut av bemanningsföretag, är att det finns ett syfte att de ska arbeta under kundföretags direkta kontroll och arbetsledning. Detta inkluderar många av de som kallas konsulter. Centralt för direktivet är likabehandlingsprincipen som formuleras i artikel 5. Enligt denna princip ska arbetstagare som hyrs ut ges samma grundläggande arbets- och anställningsvillkor som om de hade varit anlitade direkt av företaget de arbetar på. Bemanningsföretag får inte hindra anställda att ta anställning hos kundföretag de varit hos eller kräva ersättning av dem som gör det, någon som förekom innan direktivet implementerades. Bemanningsdirektivet skulle vara genomfört i samtliga EU-länder senast den 5 december 2011.

## Sverige
I Sverige finns Lag (2012:854) om uthyrning av arbetstagare som trädde i kraft 1 januari 2013.
Regeringen tillsatte hösten 2009 en utredning för direktivets genomförande. Utredningen leddes av Birgitta Nyström, professor i arbetsrätt vid Lunds universitet, och färdigställdes i januari 2011. Utredningen föreslår bland annat att en ny lag om uthyrning av arbetstagare stiftas. Utredningen föreslår att lönen för fast anställda inte omfattas av likabehandlingsprincipen, enligt den svenska principen att lönen styrs av kollektivavtal, inte lagstiftning.
I Sverige lades en lagrådsremiss av regeringen 6 juli 2012. Innan dess hade Europeiska kommissionen i juni 2012 givit Sverige en anmärkning om att inget lagförslag fanns och hotade driva saken i EU-domstolen.
I november 2012 lämnade arbetsgivarorganisationen Bemanningsföretagen in en anmälan mot svenska regeringen till Europeiska kommissionen. Skälet var att organisationen menar att regeringens införlivande av bemanningsdirektivet i svensk lag är bristfälliga. Detta avsåg att offentliga arbetsgivare tilläts vägra ta in bemanningspersonal som inom en tid innan varit anställda på aktuell offentlig arbetsgivare, en regel som förr var lagstiftad (lag 1993:440). Offentlig arbetsgivare har gärna tidsbegränsat anställda och om dessa lockas till fasta anställningar hos bemanningsföretag blir det bättre för dem, men dyrare för offentliga sektorn.
Generellt sett anses Bemanningsdirektivet vara av mindre betydelse i Sverige, eftersom alla arbetstagare i en bransch förväntas genom kollektivavtal vara likabehandlade.

## Storbritannien
Storbritannien tog fram lagen "Agency Workers Regulations 2010" (2010 No. 93) som följer bemanningsdirektivet och den trädde i kraft i oktober 2011.

## Norge
I Norge beslutade Stortinget i juni 2012 om en lag som 1 januari 2013 införde direktivet i Norge.